# 珉
珉（みん、生年不詳 - 1400年または1395年）は、14世紀琉球の後北山王国（後山北王国）の第2代国王（在位：1393年 - 1395年または1400年）。
怕尼芝王統・北山王怕尼芝の長男。世子は攀安知。1394年、珉は明へ朝貢した記録が残っている。
石井望は、珉とは八幡であるとの新説を立ててゐる。等韻学では珉と閩とが同音で、閩は福建で「ばん」なので、珉も「ばん」だとする。山北の怕尼芝、珉、攀安知の三代はみな頭音「は」「ば」に「ｎ」音を加える形で、何らかの同一の継承名だとする。孫薇（そんび）は攀安知の攀を八幡（ばはん）だとするため、よって石井望は怕尼、珉、攀はみな八幡であり、「ばはん」を縮めて「ばん」（珉）、按司を加えて「ぱんあじ」（攀安知）、転じて「ぱねじ」（怕尼芝）とする。
　伊敷賢「琉球王国の真実」（４２、５７、８０ページ）は、怕尼芝の子の名を「藩」もしくは「播」として、「ばん」「はん」と読む。石井望はこれを播でなく八幡の幡に作るべきとして、珉に充當する。

## 系譜
（系譜は伝記による）
- 父：怕尼芝王（後北山王）
- 母：不詳
- 妃：不詳
- 世子：攀安知王（後北山王）
- 次男：湧川按司